# 도봉산역광역환승센터

도봉산역 광역환승센터

도봉산역 광역환승센터는 서울특별시 도봉구 도봉로 955(도봉동 288-19)에 위치한 시내버스 환승센터이다. 1호선과 7호선으로 환승할 수 있는 도봉산역과 환승통로로 연결되어 있고 도봉공영차고지와 붙어있다. 승강장 근처에 도봉산 등산로 입구가 있다. 환승센터 건물 앞엔 경기도의 시내버스 전용 하차정류장이 있다.

## 연혁
- 2010년 1월 : 착공
- 2013년 6월 1일 : 임시 영업 개시
- 2013년 7월 1일 : 정식 영업 개시

## 건물 구조
- 1층 : 로비, 승강장
- 지상 2, 3, 4층, 지하 1층 : 주차장

## 승강장[1]

### 1번 (경기도의 시내버스,시외버스전용 승강장)
- ● 경기도 도시형버스 : 1-9번 아일랜드캐슬, 만가대사거리, 고산지구, 양지마을, 민락2지구
- ● 경기도 도시형버스 : 10-1번 어룡역, 송산1동, 민락1지구
- ● 경기도 도시형버스 : 10-2번 송산사지, 송산2동, 민락2지구
- ● 경기도 도시형버스 : 10-3번 아일랜드캐슬, 만가대사거리, 민락2지구
- ● 경기도 도시형버스 : 39번 의정부역, 양주시청, 덕계동, 지행역, 동두천역, 소요산역, 초성리역, 전곡터미널, 연천군청, 연천터미널
- ● 경기도 도시형버스 : 106-1번 망월사역, 회룡역, 의정부역, 가능역
- ● 경기도 직행좌석버스 : G2001번 의정부지방법원, 의정부을지대학교병원, 의정부버스터미널, 가톨릭대학교 의정부성모병원, 지행역, 보산역, 전곡터미널, 연천터미널, 대광리역, 신탄리역
- ● 경기도 직행좌석버스 : 1386번 송우리, 대진대학교, 포천시청, 신북면, 양문, 운천터미널, 산정호수
- ● 경기도 시외버스 : 3003번 포천터미널, 운천터미널, 관인터미널, 상노1리, 동송터미널, 화지리 (코로나19으로 인하여 운행중단)
- ● 경기도 시외버스 : 3005번 포천터미널, 양문터미널, 운천터미널, 신철원터미널, 문혜리, 지경리, 학사리, 와수터미널 (코로나19으로 인하여 운행중단)

### 2번 (경기도의 시내버스전용 승강장)
- ● 경기도 도시형버스 : 72번 의정부역, 의정부버스터미널, 홈플러스, 가톨릭대학교 의정부성모병원, 이동교리, 송우리, 대진대학교, 포천시청

### 3번 (서울특별시간선버스전용, 승차 전용)
- ● 서울특별시 간선버스 : 140번 수유역, 원남동, 신사역, 양재역, AT센터
- ● 서울특별시 간선버스 : 150번 수유역, 원남동, 광화문, 서울역버스환승센터 4, 7번 승강장, 노량진역, 보라매공원, 시흥대교
- ● 서울특별시 간선버스 : 160번 수유역, 원남동, 서대문, 여의도, 구로역, 온수동
- ● 서울특별시 간선버스 : N16번 수유역, 혜화역, 시청앞, 공덕동, 여의도, 구로역, 온수동

### 4번 (서울특별시간선버스전용, 하차 전용)
- ●서울특별시 간선버스 : 140번 차고지 방향
- ●서울특별시 간선버스 : 150번 차고지 방향
- ●서울특별시 간선버스 : 160번 차고지 방향
- ●서울특별시 간선버스 : N16번 차고지 방향

## 특이 사항

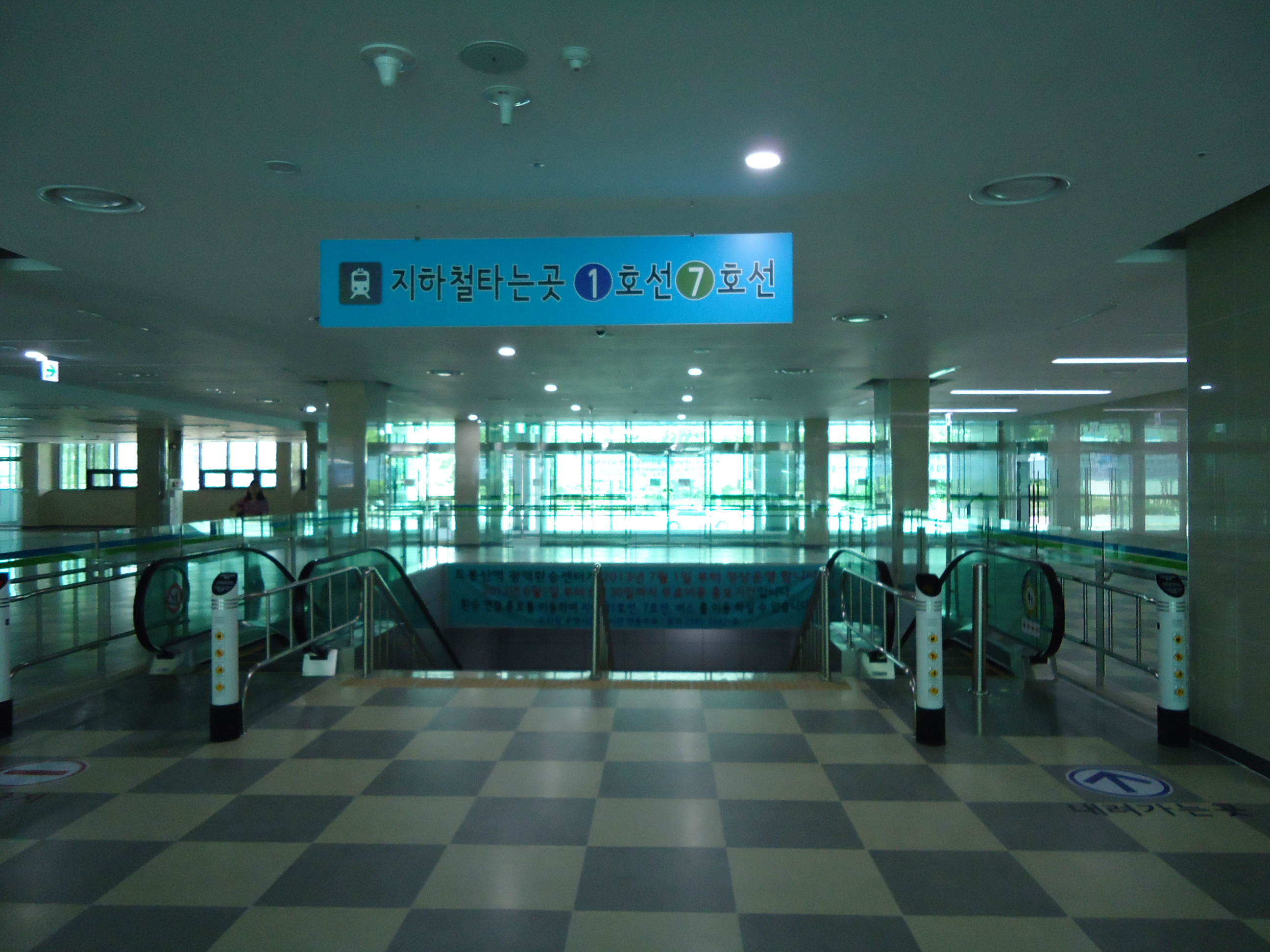
1, 7호선 도봉산역으로 이어진 환승통로

- 간선버스 106번, 107번 노선과 직행좌석버스 1101번, 1102번은 도봉산역 앞 도봉로 중앙버스전용차로 버스 정류장에서 승차해야 한다.
- 도봉산역과 환승통로로 이어져있지만 출구 번호는 없다.
- 2017년 11월 17일부터 경기도와 협의 및 조율을 통해 덕정동에서 출발해 신평화로를 경유하는 직행좌석버스 1100번 노선이 개통되었다.
- 2020년 4월 1일부터 시외버스 3003번, 3005번 노선이 수유역 ~ 도봉산역 구간이 단축되면서 도봉산역광역환승센터에 정차하게 되었다.

## 같이 보기
- 서울특별시의 시내버스
- 서울교통네트웍